# زبان‌های سیویی
زبان‌های سیویی یا سیویی–کاتاوبایی یک خانواده زبانی بومی آمریکای شمالی است که بیشتر در دره‌های دشت بزرگ، اوهایو و می‌سی‌سی‌پی و همچنین در جنوب شرقی آمریکای شمالی با چند زبان دیگر در شرق گفتگو می‌شود.